# Fairfield, Kalifornien
Fairfield är en stad som ligger i norra Kalifornien, USA, nära San Francisco och Sacramento. Fairfield, som är grundad 1859 av kapten Robert H. Waterman, och är namngivet från hans hemstad Fairfield, Connecticut.
Fairfield har en befolkning på 101 935 människor, enligt folkräkningen som hölls 1 juli 2002. 

## Geografi
Enligt United States Census Bureau, så har staden en total area på 97.6 km². En area på 0,05% av området består av vatten.

## Demografi
Enligt folkräkningen som hölls 2000, så bodde det 96 178 människor där (vilket tyder på ökningar eftersom det bor 106,000 enligt folkräkningen år 2006), det finns 30,870 hem, och 24,016 familjer som är bosatta i staden. Den medelmåttiga familje storleken ligger på 3.33.